# Glattalpsee
Der Glattalpsee liegt auf der Glattalp oberhalb von Bisisthal in der Gemeinde Muotathal im Schweizer Kanton Schwyz. Das Wasser des Sees wird durch das Kraftwerk Sahli in Bisisthal zur Stromproduktion genutzt.

## Geographie
Der Glattalpsee hat eine Fläche von 27,6 Hektar und befindet sich auf einer Höhe von 1853 m ü. M. Obwohl noch auf dem östlichen Schwyzer Kantonsgebiet liegend, gehört die Region bereits zu den Glarner Alpen. Gespeist wird der See durch den Glattalpseebach, den Hinter Läckibach und den Vorderer Läckibach.
Der natürliche See hat keinen oberirdischen Abfluss. Das Wasser versickert zum Teil im karstigen Untergrund, der Rest wird durch das Kraftwerk Sahli genutzt. Durch eine steile Druckleitung fliesst das Wasser des Sees zum Kraftwerk, das Strom für etwa 4000 Haushalte produziert.
Von der Glattalphütte aus führt ein rund 7 Kilometer langer Wanderweg um den See. Für diese Rundwanderung mit nur geringen Höhenunterschieden müssen knapp zwei Stunden Zeit eingeplant werden.
Am 7. Februar 1991 wurde am Glattalpsee eine Temperatur von −52,5 ºC gemessen, der bisher tiefste bekannte Wert der Schweiz.

## Erreichbarkeit

Glattalpsee mit Höch Turm und Ortstock, Ballonaufnahme von Eduard Spelterini, zwischen 1893 und 1924

Zwischen Sahli (Bisisthal) und Glattalp verkehrt eine Luftseilbahn. Von der Bergstation der Luftseilbahn aus ist der Glattalpsee zu Fuss gut erreichbar. Zwischen der Bergstation und dem See befinden sich die Glattalphütte und ein Restaurant. Der Aufstieg zu Fuss ab Bisisthal ist wegen der relativ grossen Höhendifferenz anspruchsvoll und erfordert Trittsicherheit.